# Cottus confusus
Cottus confusus és una espècie de peix pertanyent a la família dels còtids.

## Descripció
- Fa 15 cm de llargària màxima (normalment, en fa 8,6).[4][5][6]

## Hàbitat
És un peix d'aigua dolça, demersal i de clima temperat (50°N-42°N).

## Distribució geogràfica
Es troba a Nord-amèrica: conca del riu Colúmbia al Canadà (la Colúmbia Britànica) i els Estats Units (Montana, Idaho, Washington i Oregon).

## Longevitat
La seua esperança de vida és de 6 anys.

## Observacions
És inofensiu per als humans.